# Francesco Mauro (Sportfunktionär)
Francesco Mauro (* 3. März 1887 in Domodossola; † 13. Januar 1952 in Mailand) war ein italienischer Ingenieur, Unternehmer, Abgeordneter und Sportfunktionär.

## Leben
Während des Studiums in Mailand spielte er Fußball, sein jüngerer Bruder Giovanni Mauro war jedoch der bessere Spieler. Mauro engagierte sich als Bergsteiger im Club Alpino Italiano. Nach dem Diplom als Ingenieur  für Elektrotechnik am Polytechnikum Mailand, wo er später auch als Dozent  arbeitete, setzte er sich mit der Elektrifizierung Norditaliens auseinander. Von ihm stammen grundsätzliche Arbeiten über die Lagerung und die Kühlung von Obst und landwirtschaftlichen Produkten, über die Elektrifizierung von Bergbahnen  und verbesserte Arbeitsorganisation durch elektrisch betriebene Fließbänder.
Um entsprechende öffentlich finanzierte Aufträge zu bekommen, engagierte er sich in Politik und Sport. So wurde er in die technische Kommission des Fußballverbandes der Lombardei gewählt und wurde Sportwart von Inter Mailand. Nach dem Ausbruch des Ersten Weltkrieges wurde er  kommissarischer Vorsitzende zunächst des Regionalverbandes, dann des Italienischen Fußballverbandes (FIGC).  Von 1921 bis 1923 stand er dem Olympischen Komitee Italiens vor und war von 1920 bis 1923 Präsident von Inter Mailand, von 1921 bis 1924 Abgeordneter im Italienischen Abgeordnetenhaus. Als konservativer Unternehmer stand er den Faschisten nahe, ohne sich in deren Partei Partito Nazionale Fascista (PNF) zu engagieren, so dass er nach einer Legislaturperiode wieder ausschied und sich im Unternehmerverband engagierte. Dieser wurde in die Arbeitsorganisation Opera Nazionale Dopolavoro integriert. Er stand auch dem internationalen Unternehmerverband der Internationalen Arbeitsorganisation (ILO) vor. Er reiste in die USA, um von der dortigen Arbeitsorganisation des Taylorismus zu lernen.
Zum 50. Jahrestag des FIGC im Jahr 1948 wurde er mit dem Titel Pioneer des italienischen Fußballs ausgezeichnet.